# The Main Ingredient
The Main Ingredient – drugi album studyjny duetu hip-hopowego Pete Rock & CL Smooth

## Lista utworów
1. In the House – 5:27
2. Carmel City – 3:52
3. I Get Physical – 4:54
4. Sun Won't Come Out – 4:24
5. I Got A Love – 5:04
6. Escape – 5:14
7. The Main Ingredient – 5:17
8. Worldwide (gościnnie: Rob-O) – 3:02
9. All The Places – 5:39
10. Tell Me – 4:17
11. Take You There – 4:47
12. Searching – 4:45
13. Check It Out – 3:57
14. In The Flesh (gościnnie: Rob-O & Deda) – 5:48
15. It’s On You – 5:21
16. Get On The Mic – 3:50